# Poke and Tone
Trackmasters, également connu sous le nom de Poke and Tone, est un duo de producteurs américains composé de Jean-Claude Olivier (Poke) et de Samuel Barnes (Tone). Connus pour leurs singles et nombreux remixes, ils comptent 7 disques d'or et 20 disques de platine. Ils sont classés 6e du classement des « plus grands producteurs de tous les temps » au magazine Vibe Magazine dans la catégorie Mass Appeal,.

## Biographie
Samuel Barnes rappe en solo dans les années 1990 sous le pseudonyme Red Hot Lover Tone et publie deux albums sur le label Select Records, Red Hot Lover Lover Tone en 1992 et #1 Player en 1995. Le duo Poke and Tone se fait connaître en 1992 grâce à sa participation à l'album Live and Let Die de Kool G Rap & DJ Polo. Ils collaborent également avec des artistes tels que Big Daddy Kane, Roxanne Shanté, Mary J. Blige, The Notorious B.I.G. (et son tube Juicy) ou encore LL Cool J. Ils sont surtout célèbres pour leur travail avec le rappeur Nas. Parmi les titres produits par Poke and Tone, les singles If I Ruled the World (Imagine That) et Street Dreams extraits de It Was Written, le second album de Nas, se classent dans le Billboard Hot 100 en 1996 et 1997, ainsi que Hate Me Now extrait de l'album I Am… en 1999.
Le duo travaille également pour Will Smith sur l'album Big Willie Style. Le single Men in Black atteint la première place au classement des meilleures ventes au Royaume-Uni en août 1997, Gettin' Jiggy Wit It et Miami, tous deux coécrits par Samuel Barnes, atteignent respectivement la première et la 17e place au classement des meilleures ventes aux États-Unis. Poke and Tone contribuent aux deux albums réalisés en commun par Jay-Z et R. Kelly : The Best of Both Worlds (2002) et Unfinished Business (2004).
En 2001, Samuel « Tone » Barnes est nommé aux Grammy Awards pour la chanson Independent Women Part I qui apparaît sur la bande originale du film Charlie et ses drôles de dames (Charlie's Angels). En 2002, ce titre remporte le prix de la chanson la plus diffusée pour une bande originale de film lors de la 15e édition des Rhythm and Soul Music Awards organisés par l'ASCAP,. Lors de l'édition 2003 des BMI Urban Awards, Jean-Claude Olivier (Poke) figure dans la liste des dix meilleurs producteurs de musiques urbaines. Barnes lance le label Trackmaster Records en compagnie de Jean-Claude Olivier alors qu'il était vice-président du label Columbia Records en 1999. En 2004 il est nommé vice-président de Motown par le nouveau CEO, Sylvia Rhone.

### Reformation
Après une séparation en 2005, durant laquelle chacun avait évolué de son côté, les Trackmasters se reforment en 2007, et engagent de nouveaux musiciens-producteurs : Russell « The ARE » Gonzales, Spanador, Frequency, Ace 21 et Just Nyce. Avant leur reformation, Poke est producteur de télévision et Tone, vice-président exécutif de l'A&R chez Universal Music Group. Ils enregistrent des chansons pour le nouvel album de Lil' Kim, intitulées Shook Hands et Download en featuring avec T-Pain et Charlie Wilson,,.
Depuis la réunion du groupe, ils produisent la chanson Boyfriend issue de l'album All I Feel de Ray J, publié en 2008, et le single One More Drink issu de l'album Theater of the Mind de Ludacris.